# Biggles a poklad Ophiru
Biggles a poklad Ophiru (v originále: Biggles form a Syndicate) je dobrodružná kniha od autora W. E. Johnse o Bigglesovi z roku 1960. V Česku byla vydána nakladatelstvím Riopress Praha v roce 2001 jako 170. publikace.

## Děj
Bigglese společně s jeho parťáky poctil svou návštěvou v jejich kanceláři jejich starý přítel ze 424. eskadry Digswell (přezdívaný Dizzy). Ten jim vyprávěl, jak při své službě v Arábii byl kvůli písečné bouři donucen vyskočit z letadla padákem a během následného průzkumu nalezl jeskyni, ve které se skrýval poklad bájného města Ophir. Nebyl však schopen ho odvést a po svém následném zachránění o něm raději mlčel. Po návštěvě jednoho Britského muzea se rozhodl podniknout honbu za pokladem, do které se zapojili společně s ním ještě Ginger a Bertie. Po pěti dnech se ale Algy s Bigglesem dočetli v novinách, že jejich stroj (Dakota) byl nalezen zcela opuštěný v poušti Jižní Arábie. Biggles společně s Algym se ihned vydali do Adenu, kde po prohledání Dakoty zjistili, že v ní chybí lékárnička. Po doplnění paliva se vydali do místa přistání Dakoty, kde se vydali na pěší túru. Jako návod jim sloužil pouze Dizzyho popis, který jim nakonec stačil k tomu, aby našli onu jeskyni s pokladem. Vchod do ní byl však v té chvíli zavalený a bylo tedy hned jasné, co se stalo. Bigglesovi s Algym se nakonec podařilo uvolnit otvor jeskyně, z něhož se k jejich úlevě vyplazili vysílení Bertie s Dizzym. Ginger, však s nimi do jeskyně nešel, protože hlídal stroj, a tak bylo ještě větší záhadou, kde je on. Algy byl Bigglesem pověřen, aby o všem podal zprávu v Adenu a přiletěl hned zpět s Dakotou, mezitím co oni se porozhlédnou po Gingerovi. Po jeho odletu se k nim z moře přiblížila skupina mužů, kterou vedl jistý Majoli, se kterým se Dizzy setkal v onom muzeu. Ten je přinutil, aby jim ukázali místo uložení pokladu, což Biggles s Algym udělali a poté jim v nestřežené chvíli utekli. Na pomoc jim přispěchala skupina arabských jezdců, mezi nimiž byl i samotný Ginger. Ten jim pověděl, že při své hlídce byl zahlédnut a odveden arabskými jezdci, jenž sloužili bohatému šejkovi, kterému umíral syn na otravu krve. Ginger ho ale dokázal zachránit díky penicilinu z jejich palubní lékárničky a bohatý šejk mu tak byl vděčností plně nakloněn. Majoli byl kvůli náhlému útoku místních Jemenců donucen utéct pryč, avšak Bigglesovu partu bránili šejkovi muži, kteří Jemence nakonec zahnali. Navíc jim dokázali uvolnit vstup do jeskyně, a tak část pokladu, přece jenom získali. Po návratu do Anglie obdrželi odměnu za nalezené mince a Dizzy byl pověřen, aby navedl archeologickou výpravu do Ophiru.

## Postavy
- James „Biggles“ Bigglesworth
- Algernon „Algy“ Lacey
- Ginger Hebblethwaite
- Bertram „Bertie“ Lissie
- Digswell „Dizzy“
- šejk Mital ibn Yezzin
- syn šejka Ahmed
- Majoli
- velitel posádky v Adenu
- plukovník Raymond

## Letadla
- Hawker Sea Fury (Dizzyho stroj v Arábii)
- Douglas C-47 Skytrain – Dakota
- Percival Proctor